# Song Ji-hyun
Song Ji-hyun, född den 23 januari 1969, är en sydkoreansk handbollsspelare.
Hon tog OS-guld i damernas turnering  i samband med de olympiska handbollstävlingarna 1988 i Seoul.